# 抱茎叶卷耳
抱茎叶卷耳（学名：Cerastium perfoliatum）为石竹科卷耳属的植物。分布在巴尔干、地中海、小亚细亚、俄罗斯以及中国大陆的浙江等地，一般生于多石的山坡草地，目前尚未由人工引种栽培。